# Finlandia (film, 2021)
Pour les articles homonymes, voir Finlandia.
Pour plus de détails, voir Fiche technique et Distribution.
Finlandia est un film espagnol réalisé par Horacio Alcalà, sorti en 2021.
Il montre le quotidien des Muxhes, communauté non-binaire dans la vallée d’Oaxaca au Mexique.
Les Muxes travaillent pour la communauté, éduquent et prennent soin des personnes âgées.
Elle s’appliquent de manière artisanale à la confection de vêtement traditionnel utilisés pour les fêtes et les rituels. Comme d’autres communautés, elles sont victimes de l’intolérance de certains habitants de leurs village, et font l’object d’un vol de leurs création par l’industrie textile international.
Finlandia est un film qui soutient la cause LGBT.

## Synopsis
Un tremblement de terre libère les émotions d'une communauté. Les Muxhe se battent pour la reconnaissance de leur genre dans la société, tout en combattant leurs propres passions, traumatismes et sentiments cachés. Delirio est le leader qui guidera cette communauté vers la découverte d'elle-même. Mariano et Amaranta se retrouvent sous une avalanche noire de souffrance qui brouille leur chemin vers la liberté. Un voyage qui transforme la vie d'une styliste. Sa façon d'appréhender la réalité et sa vision intérieure d'elle-même changent lorsqu'elle commence à vivre avec les habitantes de cette communauté, parvenant à découvrir l'origine de ses tourments.

## Fiche technique
- Réalisateur : Horacio Alcalà
- Scénario : Horacio Alcalà, Jesùs Caballero
- Producteur : Aitor Echeverrìa
- Musique : Esteban Testolini, Nathanael Lorenzo Hernàndez
- Son : Steve Miller
- Photographie : David Palacio
- Montage : Nacho Ruiz Capillas
- Directeur artistique : Horacio Alcalà

## Distribution
- Noé Hernández : Deliro
- Andrea Guasch : Marta
- Cuauhtli Jiménez : Amaranta[7]
- Àngeleres Cruz : mère de Mariano
- Leonardo Alonso : père d'Amaranta
- Erick Israel Consuelo : Mariano

## Production
Le film a été produit par The Aurora Project et Aitor Echeverria. Il a également été sélectionné pour le Guadalajara International Film Festival  le 4 octobre 2021.
Le film a gagné le titre du meilleur long métrage du Festival du film de Fort Lauderdale 202[Quand ?].

## Musique
La musique a été composée par Esteban Testolini, qui a déjà travaillé avec Horacio Alcalà dans ses précédents films tels que Rain Machine, Kingdom Come et Tayos.

## Lieu de tournage
- Espagne, Madrid
- Mexique, Juchitán de Saragosse